# Infosys
Infosys Technologies Limited is een multinationaal IT-bedrijf, dat zijn hoofdzetel heeft in Bengaluru, India.

## Activiteiten
Het is een van India's grootste IT-bedrijven met 260.000 werknemers (maart 2021). Het heeft negen centra in India en meer dan dertig kantoren wereldwijd. De omzet in 2020-21 bedroeg meer dan US$ 13 miljard, waarvan minder dan 5% in India werd behaald. Noord-Amerika is met een omzetaandeel van 60% de belangrijkste markt, gevolgd door Europa waar een kwart van de omzet wordt gerealiseerd.
Het heeft een notering aan de NASDAQ-aandelenbeurs en aan de Effectenbeurs van Bombay. Hier maakt het onderdeel uit van de BSE Sensex-aandelenindex. Het gebroken boekjaar van Infosys loopt van 1 april tot en met 31 maart.

## Geschiedenis
Infosys is opgericht op 2 juli 1981 in Pune door NR Narayana Murthy, Nandan Nilekani, NS Raghavan, Kris Gopalakrishnan, SD Shibulal, K. Dinesh en Ashok Arora. N. Murthy begon het bedrijf door middel van een lening van INR 10.000 van zijn vrouw Sudha Murthy. Het bedrijf werd opgericht met de naam "Infosys Consultants Pvt Ltd", met Raghavan in Matunga (Mumbai), als de statutaire zetel.
In 2001 werd Infosys beoordeeld als "Beste Werkgever in India" door Business Today. Infosys won de Global MAKE (Most Admired Knowledge Enterprises) Award in 2003, 2004 en 2005. Tijdens de 14-jarige periode van 1993 tot 2007, is het aandeel gestegen met 3000%.

## Tijdlijn
- 1981: Oprichting
- 1983: Verplaatsing van het hoofdkantoor naar Bangalore, de hoofdstad van Karnataka
- 1987: Eerste buitenlandse klant, Data Basics Corporation uit de Verenigde Staten
- 1992: Opening van het eerste overzeese kantoor in Boston
- 1993: Is een naamloze vennootschap in India met een eerste openbare aanbieding van Rs
- 1996: Opening van het eerste kantoor in Europa in Milton Keynes, VK
- 1997: Kantoor geopend in Toronto, Canada
- 1999: Genoteerd aan de Nasdaq
- 1999: Bereikt een SEI-CMM Level 5-ranking en wordt de eerste Indiase onderneming met die ranking op de Nasdaq
- 2000: Kantoren geopend in Frankrijk en Hongkong
- 2001: Kantoren geopend in de Verenigde Arabische Emiraten en Argentinië
- 2002: Kantoren geopend in Nederland, Singapore en Zwitserland
- 2002: Business World geeft Infosys de benaming van "India's meest gerespecteerde onderneming"
- 2002: Oprichting van Progeon, haar BPO (business process outsourcing) dochteronderneming
- 2004: Oprichting van Infosys Consulting Inc, de Amerikaanse dochteronderneming in Californië, VS
- 2006: Eerste Indiase onderneming die aan de NASDAQ Stock Market Opening Bell belde
- 2006: Op 20 augustus ging NR Narayana Murthy met pensioen als uitvoerend voorzitter
- 2006: December, de eerste Indiase onderneming die in de Nasdaq-100-index komt
- 2007: 13 april, Nandan Nilekani trad af als CEO en maakte plaats voor Kris Gopalakrishnan
- 2007: September, Infosys opent haar eerste centrum voor software-ontwikkeling in Latijns-Amerika in de stad Monterrey, Mexico
- 2021: Infosys en Daimler kondigen strategisch partnerschap aan[1]